# Liste der Nummer-eins-Hits in den Rhythmic Airplay Charts (2000)
| Singles |
| --- |
| - Blaque – Bring It All to Me - 6 Wochen (27. November 1999 – 7. Januar 2000) - Christina Aguilera – What a Girl Wants - 3 Wochen (8. Januar – 28. Januar) - Destiny’s Child – Say My Name - 8 Wochen (29. Januar – 24. März) - Sisqó – Thong Song - 8 Wochen (25. März – 19. Mai) - Aaliyah – Try Again - 1 Woche (20. Mai – 26. Mai, insgesamt 3 Wochen) - Eminem – The Real Slim Shady - 5 Wochen (27. Mai – 30. Juni) - Aaliyah – Try Again - 2 Wochen (1. Juli – 14. Juli, insgesamt 3 Wochen) - Jay-Z feat. UGK – Big Pimpin’ - 1 Woche (15. Juli – 21. Juli) - Nelly – Country Grammar - 10 Wochen (22. Juli – 29. September) - Pink – Most Girls - 1 Woche (30. September – 6. Oktober) - Mýa – Case of the Ex - 4 Wochen (7. Oktober – 3. November) - Destiny’s Child – Independent Women Part I - 4 Wochen (4. November – 1. Dezember) - Shaggy feat. Ricardo „RikRok“ Ducent – It Wasn’t Me - 3 Wochen (2. Dezember – 22. Dezember) - OutKast – Ms. Jackson - 5 Wochen (23. Dezember 2000 – 26. Januar 2001) |